# Spergula
Genre
Spergula (souvent appelée Spergule ou Spargoute en français) est un genre de plantes herbacées de la famille des Caryophyllacées.

## Liste des espèces
Selon BioLib (24 janvier 2016) :
- Spergula arvensis L., 1753
- Spergula fallax (Lowe) E. H. L. Krause
- Spergula morisonii Boreau
- Spergula pentandra L.
- Spergula seminulifera (Hy) Maire
- Spergula viscosa Lag.
- hybride : Spergula arvensis subsp. arvensis x Spergula sativa